# Калчинате
Калчина̀те (на италиански: Calcinate; на ломбардски: Calsinàt, Калсинат) е градче и община в Северна Италия, провинция Бергамо, регион Ломбардия. Разположено е на 186 m надморска височина. Населението на общината е 5985 души (към 2017 г.).